# فایتی (یوتا)
فایتی (به انگلیسی: Fayette) شهری در ایالت یوتا کشور ایالات متحده آمریکا است که جمعیت آن در سرشماری سال ۲۰۱۰ میلادی، ۲۴۲ نفر بوده‌است.